# Thử nghiệm khách hàng
Thử nghiệm khách hàng (consumer clinics) là một phương pháp căn bản để xác định đường cầu trong nghiên cứu thị trường.
Để thực hiện, người ta sẽ phát cho khách hàng một số tiền, sau đó yêu cầu khách hàng dùng số tiền đó để mua hàng trong một cửa hàng được chỉ định, song không ràng buộc mua cái gì và như thế nào. Sau đó, các nhà nghiên cứu ghi nhận hành vi của khách khi mua hàng để ra các quyết định về sản xuất.
Cửa hàng có thể là thực, có thể là mô phỏng, đặt ngay trong công ty sản xuất hay công ty chuyên nghiên cứu thị trường.
Phương pháp này cho kết quả trực tiếp, song khá tốn kém.